# Bình Phan
Bình Phan là một xã thuộc huyện Chợ Gạo, tỉnh Tiền Giang, Việt Nam.

## Địa lý
Xã Bình Phan có diện tích 10,59 km², dân số năm 2013 là 7.039 người, mật độ dân số đạt 665 người/km².